# Chicago Climate Exchange
Pour les articles homonymes, voir CCX.
Le Chicago Climate Exchange (CCX), est le premier système d'échange de quotas d'émissions de gaz à effet de serre au monde. À la suite des études de l'économiste Richard Sander, le CCX lança sa plateforme de négociation en 2003. En 2005, le CCX lance le European Climate Exchange (ECX), acteur important dans les échanges à l'intérieur du marché de l'Union européenne (European Union Emissions Trading Scheme). Aujourd'hui, trois cents multinationales y transigent des crédits-carbone sur une base volontaire. Son siège se trouve à Chicago.